# TF-29
La Vía de Enlace Norte-Sur o TF-29 sirve de unión ente las dos autopistas de la isla (la Autopista del Norte (  TF-5 ) y la Autopista del Sur (  TF-1 )), dando acceso, además, al barrio de Chamberí y al Cementerio de Santa Lastenia.
El recorrido de la Vía de Enlace Norte-Sur transcurre en línea recta entre ambas autopistas, siendo un tramo de características homogéneas.